# Padiyam
Padiyam es una ciudad censal situada en el distrito de Thrissur en el estado de Kerala (India). Su población es de 11623 habitantes (2011). Se encuentra a 17 km de Thrissur y a 66 km de Cochín.

## Demografía
Según el censo de 2011 la población de Padiyam era de 11623 habitantes, de los cuales 5339 eran hombres y 6284 eran mujeres. Padiyam tiene una tasa media de alfabetización del 96,88%, superior a la media estatal del 94%: la alfabetización masculina es del 98,26%, y la alfabetización femenina del 95,74%.